# Community Shield 2022
La Community Shield 2022 fue la centésima edición de la Community Shield. La disputaron el Manchester City como campeón de la Premier League 2021-22 y el Liverpool como campeón de la FA Cup 2021-22.
Por primera vez en 10 años, el partido no se jugó en el Estadio de Wembley debido a que acogió la Eurocopa Femenina 2022, y se jugó en el King Power Stadium.

## Participantes
| Manchester City |  |                       |  | Campeón de la Premier League (2021-22) |
| Liverpool       |  | Bandera de Merseyside |  | Campeón de la FA Cup (2021-22)         |

## Sede del partido
El partido se jugó en el King Power Stadium, en Leicester, Inglaterra.
| Inglaterra            |                    |                    |                    |
| Ciudad                | Estadio            |                    |                    |
| Leicester             | King Power Stadium | King Power Stadium | King Power Stadium |
|                       |                    |                    |                    |
| 32 262 espectadores   |                    |                    |                    |
| Community Shield 2022 |                    |                    |                    |

## Partido

### Detalles
| 31 de julio | Liverpool                                             | 3:1 (1:0) | Manchester City | King Power Stadium, Leicester                            |                                                          |
| 17:15 BST   | Alexander-Arnold 21' · Salah 83' (pen.) · Núñez 90+4' | Reporte   | Álvarez 70'     | Asistencia: 32 262 espectadores Árbitro(s): Craig Pawson | Asistencia: 32 262 espectadores Árbitro(s): Craig Pawson |

### Alineaciones
| 13    | POR   | Adrián San Miguel      |       |
| 66    | DEF   | Trent Alexander-Arnold | 74'   |
| 32    | DEF   | Joel Matip             |       |
| 4     | DEF   | Virgil van Dijk        |       |
| 26    | DEF   | Andrew Robertson       |       |
| 3     | MED   | Fabinho                |       |
| 6     | MED   | Thiago Alcántara       | 85'   |
| 14    | MED   | Jordan Henderson       | 74'   |
| 11    | DEL   | Mohamed Salah          | 90+5' |
| 23    | DEL   | Luis Díaz              | 90'   |
| 9     | DEL   | Roberto Firmino        | 59'   |
| D. T. | D. T. | Jürgen Klopp           |       |

| 31    | POR   | Ederson Moraes  |     |
| 2     | DEF   | Kyle Walker     |     |
| 3     | DEF   | Rúben Dias      |     |
| 6     | DEF   | Nathan Aké      |     |
| 7     | DEF   | João Cancelo    |     |
| 16    | MED   | Rodri           |     |
| 17    | MED   | Kevin De Bruyne | 74' |
| 20    | MED   | Bernardo Silva  |     |
| 26    | DEL   | Riyad Mahrez    | 58' |
| 9     | DEL   | Erling Haaland  |     |
| 10    | DEL   | Jack Grealish   | 58' |
| D. T. | D. T. | Pep Guardiola   |     |

| 27 | DEL | Darwin Núñez   | 59'   |
| 7  | MED | James Milner   | 74'   |
| 19 | MED | Harvey Elliott | 74'   |
| 8  | MED | Naby Keïta     | 85'   |
| 28 | MED | Fábio Carvalho | 90'   |
| 17 | MED | Curtis Jones   | 90+5' |

| 47 | MED | Phil Foden     | 58' |
| 19 | DEL | Julián Álvarez | 58' |
| 8  | MED | İlkay Gündoğan | 74' |

| 21' · 83' · 90+4' | Trent Alexander-Arnold Mohamed Salah Darwin Núñez | 1:0 2:1 3:1 |

| 70' | Julián Álvarez | 1:1 |

| 90+5' | Darwin Núñez |

| 83' | Rúben Dias |

| Principal  | Craig Pawson   |
| Asistentes | Harry Lennard  |
|            | Nick Hopton    |
| Cuarto     | Darren England |
| Quinto     | Tim Wood       |

| VAR            | John Brooks |
| Asistentes VAR | Lee Betts   |

|                    |     |     |
| Tiros              | 15  | 14  |
| Tiros a puerta     | 4   | 8   |
| Faltas             | 12  | 8   |
| Saques de esquina  | 2   | 4   |
| Fueras de juego    | 3   | 3   |
| Posesión del balón | 43% | 57% |

| Alineación inicial |

| 13    | POR   | Adrián San Miguel      |       |
| 66    | DEF   | Trent Alexander-Arnold | 74'   |
| 32    | DEF   | Joel Matip             |       |
| 4     | DEF   | Virgil van Dijk        |       |
| 26    | DEF   | Andrew Robertson       |       |
| 3     | MED   | Fabinho                |       |
| 6     | MED   | Thiago Alcántara       | 85'   |
| 14    | MED   | Jordan Henderson       | 74'   |
| 11    | DEL   | Mohamed Salah          | 90+5' |
| 23    | DEL   | Luis Díaz              | 90'   |
| 9     | DEL   | Roberto Firmino        | 59'   |
| D. T. | D. T. | Jürgen Klopp           |       |

| 31    | POR   | Ederson Moraes  |     |
| 2     | DEF   | Kyle Walker     |     |
| 3     | DEF   | Rúben Dias      |     |
| 6     | DEF   | Nathan Aké      |     |
| 7     | DEF   | João Cancelo    |     |
| 16    | MED   | Rodri           |     |
| 17    | MED   | Kevin De Bruyne | 74' |
| 20    | MED   | Bernardo Silva  |     |
| 26    | DEL   | Riyad Mahrez    | 58' |
| 9     | DEL   | Erling Haaland  |     |
| 10    | DEL   | Jack Grealish   | 58' |
| D. T. | D. T. | Pep Guardiola   |     |

| 27 | DEL | Darwin Núñez   | 59'   |
| 7  | MED | James Milner   | 74'   |
| 19 | MED | Harvey Elliott | 74'   |
| 8  | MED | Naby Keïta     | 85'   |
| 28 | MED | Fábio Carvalho | 90'   |
| 17 | MED | Curtis Jones   | 90+5' |

| 47 | MED | Phil Foden     | 58' |
| 19 | DEL | Julián Álvarez | 58' |
| 8  | MED | İlkay Gündoğan | 74' |

| 21' · 83' · 90+4' | Trent Alexander-Arnold Mohamed Salah Darwin Núñez | 1:0 2:1 3:1 |

| 70' | Julián Álvarez | 1:1 |

| 90+5' | Darwin Núñez |

| 83' | Rúben Dias |

| Principal  | Craig Pawson   |
| Asistentes | Harry Lennard  |
|            | Nick Hopton    |
| Cuarto     | Darren England |
| Quinto     | Tim Wood       |

| VAR            | John Brooks |
| Asistentes VAR | Lee Betts   |

|                    |     |     |
| Tiros              | 15  | 14  |
| Tiros a puerta     | 4   | 8   |
| Faltas             | 12  | 8   |
| Saques de esquina  | 2   | 4   |
| Fueras de juego    | 3   | 3   |
| Posesión del balón | 43% | 57% |

| Alineación inicial |

| 13    | POR   | Adrián San Miguel      |       |
| 66    | DEF   | Trent Alexander-Arnold | 74'   |
| 32    | DEF   | Joel Matip             |       |
| 4     | DEF   | Virgil van Dijk        |       |
| 26    | DEF   | Andrew Robertson       |       |
| 3     | MED   | Fabinho                |       |
| 6     | MED   | Thiago Alcántara       | 85'   |
| 14    | MED   | Jordan Henderson       | 74'   |
| 11    | DEL   | Mohamed Salah          | 90+5' |
| 23    | DEL   | Luis Díaz              | 90'   |
| 9     | DEL   | Roberto Firmino        | 59'   |
| D. T. | D. T. | Jürgen Klopp           |       |

| 31    | POR   | Ederson Moraes  |     |
| 2     | DEF   | Kyle Walker     |     |
| 3     | DEF   | Rúben Dias      |     |
| 6     | DEF   | Nathan Aké      |     |
| 7     | DEF   | João Cancelo    |     |
| 16    | MED   | Rodri           |     |
| 17    | MED   | Kevin De Bruyne | 74' |
| 20    | MED   | Bernardo Silva  |     |
| 26    | DEL   | Riyad Mahrez    | 58' |
| 9     | DEL   | Erling Haaland  |     |
| 10    | DEL   | Jack Grealish   | 58' |
| D. T. | D. T. | Pep Guardiola   |     |

| 27 | DEL | Darwin Núñez   | 59'   |
| 7  | MED | James Milner   | 74'   |
| 19 | MED | Harvey Elliott | 74'   |
| 8  | MED | Naby Keïta     | 85'   |
| 28 | MED | Fábio Carvalho | 90'   |
| 17 | MED | Curtis Jones   | 90+5' |

| 47 | MED | Phil Foden     | 58' |
| 19 | DEL | Julián Álvarez | 58' |
| 8  | MED | İlkay Gündoğan | 74' |

| 21' · 83' · 90+4' | Trent Alexander-Arnold Mohamed Salah Darwin Núñez | 1:0 2:1 3:1 |

| 70' | Julián Álvarez | 1:1 |

| 90+5' | Darwin Núñez |

| 83' | Rúben Dias |

| Principal  | Craig Pawson   |
| Asistentes | Harry Lennard  |
|            | Nick Hopton    |
| Cuarto     | Darren England |
| Quinto     | Tim Wood       |

| VAR            | John Brooks |
| Asistentes VAR | Lee Betts   |

|                    |     |     |
| Tiros              | 15  | 14  |
| Tiros a puerta     | 4   | 8   |
| Faltas             | 12  | 8   |
| Saques de esquina  | 2   | 4   |
| Fueras de juego    | 3   | 3   |
| Posesión del balón | 43% | 57% |

| Alineación inicial |

| 13    | POR   | Adrián San Miguel      |       |
| 66    | DEF   | Trent Alexander-Arnold | 74'   |
| 32    | DEF   | Joel Matip             |       |
| 4     | DEF   | Virgil van Dijk        |       |
| 26    | DEF   | Andrew Robertson       |       |
| 3     | MED   | Fabinho                |       |
| 6     | MED   | Thiago Alcántara       | 85'   |
| 14    | MED   | Jordan Henderson       | 74'   |
| 11    | DEL   | Mohamed Salah          | 90+5' |
| 23    | DEL   | Luis Díaz              | 90'   |
| 9     | DEL   | Roberto Firmino        | 59'   |
| D. T. | D. T. | Jürgen Klopp           |       |

| 31    | POR   | Ederson Moraes  |     |
| 2     | DEF   | Kyle Walker     |     |
| 3     | DEF   | Rúben Dias      |     |
| 6     | DEF   | Nathan Aké      |     |
| 7     | DEF   | João Cancelo    |     |
| 16    | MED   | Rodri           |     |
| 17    | MED   | Kevin De Bruyne | 74' |
| 20    | MED   | Bernardo Silva  |     |
| 26    | DEL   | Riyad Mahrez    | 58' |
| 9     | DEL   | Erling Haaland  |     |
| 10    | DEL   | Jack Grealish   | 58' |
| D. T. | D. T. | Pep Guardiola   |     |

| 27 | DEL | Darwin Núñez   | 59'   |
| 7  | MED | James Milner   | 74'   |
| 19 | MED | Harvey Elliott | 74'   |
| 8  | MED | Naby Keïta     | 85'   |
| 28 | MED | Fábio Carvalho | 90'   |
| 17 | MED | Curtis Jones   | 90+5' |

| 47 | MED | Phil Foden     | 58' |
| 19 | DEL | Julián Álvarez | 58' |
| 8  | MED | İlkay Gündoğan | 74' |

| 21' · 83' · 90+4' | Trent Alexander-Arnold Mohamed Salah Darwin Núñez | 1:0 2:1 3:1 |

| 70' | Julián Álvarez | 1:1 |

| 90+5' | Darwin Núñez |

| 83' | Rúben Dias |

| Principal  | Craig Pawson   |
| Asistentes | Harry Lennard  |
|            | Nick Hopton    |
| Cuarto     | Darren England |
| Quinto     | Tim Wood       |

| VAR            | John Brooks |
| Asistentes VAR | Lee Betts   |

|                    |     |     |
| Tiros              | 15  | 14  |
| Tiros a puerta     | 4   | 8   |
| Faltas             | 12  | 8   |
| Saques de esquina  | 2   | 4   |
| Fueras de juego    | 3   | 3   |
| Posesión del balón | 43% | 57% |

| Alineación inicial |

| Campeón Community Shield 2022 |
| ----------------------------- |
| Liverpool 16.° título         |